# Puggsy
Puggsy is een computerspel dat werd ontwikkeld door Traveller's Tales en uitgegeven door Psygnosis Limited. Het spel kwam in 1993 uit voor de Sega Mega-CD en de Sega Mega Drive. Een jaar later volgde een release voor de Commodore Amiga.

## Spel
Het spel gaat over een karakter die op een buitenaardse planeet is neergestort. Het doel van het spel is een ruimteschip te vinden om terug naar huis te keren. Het spel is een platformspel van 57 levels. De speler moet Puggsy door alle levels loodsen. Hierbij moeten diverse objecten worden verzameld en op andere plekken gebruikt worden om verder te komen. Sommige objecten worden gebruikt (pistool of sleutels), andere kunnen worden gegooid, verschoven of gestapeld worden. In het spel moeten zes kwaadaardige eindbazen worden verslagen om terug bij het ruimteschip te komen.

## Platforms
| Jaar | Platform                 |
| ---- | ------------------------ |
| 1993 | Sega Mega Drive, Mega-CD |
| 1994 | Amiga                    |

## Ontvangst
| Beoordeeld door                 | Platform        | Datum             | Score |
| ------------------------------- | --------------- | ----------------- | ----- |
| Games Master                    | Sega Mega Drive | september 1993    | 86%   |
| Amiga Joker                     | Amiga           | februari 1994     | 82%   |
| Retrogaming History             | Sega Mega Drive | 15 april 2008     | 80%   |
| Joystick (Frans)                | Amiga           | maart 1994        | 80%   |
| Pixel-Heroes.de                 | Sega Mega Drive | 23 september 2010 | 80%   |
| Retrogaming.it                  | Sega Mega Drive | 15 april 2008     | 80%   |
| Power Play                      | Amiga           | april 1994        | 77%   |
| Amiga Computing                 | Amiga           | april 1994        | 70%   |
| Electronic Gaming Monthly (EGM) | Sega Mega Drive | december 1993     | 70%   |
| Amiga Format                    | Amiga           | maart 1994        | 47%   |